# Juan Posadas
Juan Romulo Posadas, all'anagrafe Homero Rómulo Cristalli Frasnelli (Argentina, 1912 – Roma, 25 maggio 1981), è stato un politico argentino.
Dirigente della IV internazionale trotskista in America Latina, propugnava il marxismo più ortodosso volto ad attuare la rivoluzione mondiale.
È noto per la sua visione, detta posadismo, corrente ideologica nota per il suo entusiasmo riguardo all'idea di distruggere il capitalismo con una guerra nucleare, e per la relativa corrente posadista della Quarta Internazionale.

## Biografia
Il vero nome di Juan Posadas era Homero Rómulo Cristalli Frasnelli, d'origine italiana, nato in Argentina nel 1912, aveva almeno 9 fratelli. Fu operaio, calzolaio e calciatore professionista per La Plata Estudiantes, organizzò l'unione degli operai del cuoio a Cordova, nell'Argentina degli anni 30.
Fu candidato del Partido Socialista Obrero nelle elezioni per la provincia di Buenos Aires, capitalizzando sulla sua fama di calciatore.

### L'attività politica
Nal 1941, il Partido de la Revolución Socialista dell'Argentina, cui aderiva Posadas, si era affiliato alla Quarta Internazionale. Posadas, divenuto dirigente dell'Internazionale, riunì gli aderenti latinoamericani alla Quarta Internazionale nell'ufficio per l'America Latina di Montevideo.
I partiti trotskisti dell'America Latina ebbero un certo peso fra i sindacati, particolarmente tra gli operai ferroviari cubani, i minatori boliviani del rame e gli operai agricoli del Brasile. I Posadisti rimasero nella Quarta Internazionale fino al terzo congresso mondiale – l'ultimo unitario - del 1951. Posadas fece parte di una commissione che tentò, senza successo, di riunire le fazioni dell'Internazionale. Posadas aderì al Segretariato Internazionale della Quarta Internazionale diretto da Michel Pablo, nel 1953, portandosi con sé l'ufficio America Latina. Nel 1959, Posadas però ruppe con Pablo, denunciando la sua “mancanza di fiducia”.

### L'attività teorica
Posadas sosteneva, come Pablo, una guerra-rivoluzione per abbattere lo stalinismo e il capitalismo, ma la trasformò nella "teoria della guerra atomica", una resa dei conti finale del socialismo con il sistema capitalista. Quest'ultima teoria fu adottata al primo congresso della "Quarta Internazionale Indipendente (Posadista)" tenutosi nel 1962, separandosi da tutte le altre correnti dell'Internazionale. Nel “congresso straordinario” Posadas annunciò: "La guerra atomica è inevitabile. Distruggerà metà dell'umanità, distruggerà immense risorse umane. È molto probabile. La guerra atomica provocherà l'inferno sulla Terra. Ma non bloccherà il comunismo ... La Guerra nucleare [uguale] Rivoluzione nucleare. Danneggerà l'umanità ma - non può - non distruggerà il livello di coscienza raggiunto da essa… L'umanità supererà rapidamente la guerra nucleare con una nuova società umana – il socialismo".
Per Posadas la guerra atomica era "l'occasione suprema per le forze mondiali della rivoluzione. Dopo che la distruzione comincerà, le masse insorgeranno in tutti i paesi, in poco tempo, in alcune ore". I posadisti dovevano essere pronti al "pantano atomico che l'umanità dovrà superare per poter costruire il socialismo". L'ottavo congresso mondiale fondò una ‘scuola per quadri’ con un programma di studi che comprendeva "l'analisi della guerra atomica, delle sue conseguenze e i compiti nel dopoguerra atomico". La dottrina della guerra nucleare Posadista divenne sempre più impaziente, Posadas chiedeva ai sovietici ed ai cinesi di annientare subito il capitalismo con un primo colpo nucleare preventivo. La Cina dovrebbe lanciare la guerra ora… invitando le masse del mondo a prendere il potere adesso, scrisse sulla Rivista Marxista Europea del 1968. Vedeva la preparazione sovietica per la guerra come un contributo alla rivoluzione. Quindi, ogni tasto che premono fa parte del progresso della storia. Posadas credeva che la strategia della guerra nucleare della Cina si basasse anche sui suoi scritti.
Tali appelli alle superpotenze comuniste erano accompagnati dall'ammirazione per i successi dell'arsenale nucleare sino-sovietico. Il giornale della sezione britannica "Red Flag" era pieno di elogi verso l'armamento nucleare degli stati operai: "salutiamo il lancio del missile cinese con testata atomica, poiché è una grande avanzata scientifica dello stato operaio ed un grande incoraggiamento agli operai nel mondo". Al momento della sua morte nel 1981, Posadas era convinto che l'URSS avesse armi nucleari nello spazio.
I posadisti erano grandi entusiasti dei voli spaziali sovietici o cinesi. L'opuscolo A ciencia espacial si occupava del programma spaziale Soyuz 13, mentre la sezione boliviana dei posadisti inviò nell'ottobre 1961 un telegramma all'ambasciata sovietica di La Paz: "Salutiamo le masse sovietiche. Celebriamo il successo delle Soyuz e d'Intercosmos. Risposta netta dell'URSS e degli altri stati operai all'imperialismo degli yankee e alla preparazione della guerra contro-rivoluzionaria".

### L'eredità teorica
Un anno dopo la morte di Posadas, gli eredi politici ne elogiavano la profondità della visione e le idee sugli UFO, anche “se un po' azzardata“. Tutti questi problemi si sono scontrati, all'epoca, con lo scetticismo e l'ironia da parte delle correnti del movimento operaio del mondo, oltre a certe incomprensioni nei ranghi della stessa Quarta Internazionale. Una versione in tedesco di ‘Dischi Volanti’ di Posadas è apparsa nel 1987.
Posadas seguiva con entusiasmo gli esperimenti del professor Igor Čarkovskij dell'Accademia delle Scienze sovietica, riguardanti il parto in acqua, la comunicazione con i delfini, e anche il programma per concepire bambini nello spazio. Secondo i suoi successori: Posadas ha evidenziato l'importanza totale degli esperimenti che i sovietici stanno facendo nella comunicazione con gli animali (per esempio i delfini) e nell'esplorazione dello spazio… questo è il piano su cui il compagno Posadas ha vissuto.

### L'eredità politica
Mentre l'azione dei posadisti in Europa non andava oltre il volantinaggio, in America Latina il loro lavoro era più pericoloso. In Brasile, il militante posadista Roberto Pinto venne assassinato nell'agosto 1963, mentre guidava una sciopero di 5.000 contadini, e una dozzina di posadisti dell'America Latina venne assassinata fino al 1977. In Guatemala, i posadisti messicani hanno collaborato con la guerriglia del "MR 13 Novembre", fino a quando i guerriglieri non si resero conto che i fondi raccolti non andavano alla lotta armata ma alla pubblicazione della Rivista Marxista Europea. I posadisti furono il primo gruppo trotskista ad operare in Algeria dopo l'indipendenza. Alla fine degli anni sessanta, contavano forse mille aderenti in tutto il mondo.
I posadisti hanno combattuto assieme a Castro e Guevara nella rivoluzione del 1959, ma in seguito furono imprigionati e nel 1967, Posadas espresse la sua teoria del complotto sulla farsa morbosa della cosiddetta morte di Guevara, secondo cui il Che non era stato ucciso, ma incarcerato dal governo di Castro. Fidel Castro definì i posadisti "pestilenziali", alla Tricontinentale del gennaio 1966.
La maggior parte dei partiti posadisti si sono dissolti dal 1981, mentre in Germania il posadismo continuava ad essere propagandato dall'ex operaio metallurgico Paul Schulz, profugo comunista durante il Terzo Reich, che si recò in Argentina, collaborò con Posadas e tentò di fondare un partito tedesco posadista nel 1991, gestiva il sito Gesellschaftsreform jetzt! (Riforma sociale ora!), che pubblicava analisi post-posadiste sul fenomeno UFO - compreso un libro intitolato "Il contatto ufficiale di una civiltà extraterrestre con noi è alle porte. Mostriamoci degni di questo evento particolarmente allegro dall'importanza epocale".
Un noto post-posadista contemporaneo è l'argentino Adolfo Gilly, che fu incarcerato per la sua partecipazione all'attacco all'Università Autonoma Nazionale del Messico nel 1966. Gilly scriveva per il giornale messicano La Jornada e nel 1999 era consigliere del sindaco di Mexico City.
La pubblicazione del giornale "Red Flag" è continuata fino al 2000 grazie al Partito Rivoluzionario dei Lavoratori (Trotskysta).
Attualmente esistono alcune sezioni della Quarta Internazionale Posadista, principalmente in Sudamerica ed in Europa. In Uruguay è presente l'unico partito posadista pienamente attivo ("Partido Obrero Revolucionario (Trotskista-Posadista)").